# Pitchulinha, Minha Vida com Dinho - Até que os Mamonas nos Separem
Pitchulinha, Minha Vida com Dinho - Até que os Mamonas nos Separem é um livro escrito por Mirella Zacanini, que foi namorada do cantor Dinho, do Mamonas Assassinas, com a ajuda do jornalista Celso Arnaldo Araújo, e lançado pela editora Bloch em 1996.
Mirella Zacanini trabalhou com a banda - quando ela ainda se chamava Utopia - por alguns anos como produtora. Seu pai, Savério Zacanini, apresentou a banda diversas vezes em seu programa Sábado Show na Rede Record.
O livro foi lançado 45 dias após o acidente de avião que vitimou a banda. Por conta disso, ele provocou irritação nos fãs da banda, que acusaram a escritora de querer se promover com a tragédia. Vendeu cem mil exemplares só na primeira semana.
Segundo Barbara Gancia, colunista do jornal Folha de S.Paulo, "o livro nada mais é do que um patético desfile de bilhetinhos, fotos e cartas que os dois (Mirella Zacanini e Dinho) trocaram durante três anos e quatro meses de namoro. Tem como escopo escancarado provar que Dinho amou Mirella. Mas, de forma velada, serve também como ato de vingança. Feito sob medida para esfregar o relacionamento dos dois na cara de Valéria Zopello, última namorada do nosso querido Alecsander Alves".

## Sinopse
| “ | Delicado e comovente relato dos quase quatro anos de amor entre a autora (Mirella Zacanini) e Dinho. Acompanham fotos e documentos exclusivos, verdadeiro tesouro da memória do líder dos Mamonas Assassinas. | ” |